# Nordwestliche Staatliche Medizinische Universität I.I. Metschnikow
Die Nordwestliche Staatliche Medizinische Universität I.I. Metschnikow (Kurzform: NWSMU, russisch Северо-Западный государственный медицинский университет им. И.И. Мечникова (СЗГМУ) ― Sewero-Sapadny gossudarstwenny medizinski universitet im. I.I. Metschnikowa, SSGMU) ist eine der größten medizinischen Institutionen in Sankt Petersburg.
Die Universität besteht aus sieben Fakultäten (Stand: September 2024):
- General Medicine
- Preventive Medicine
- Pediatrics
- Dentistry
- Surgery
- Internal Diseases
- Biomedicine

## Geschichte
Die NWSMU entstand 2011 durch Zusammenschluss der beiden ältesten medizinischen Bildungseinrichtungen in Russland – der Sankt Petersburger Medizinischen Postgraduiertenakademie und der St. Petersburger Staatlichen Medizinischen Akademie I.I. Mechnikov. Begründet wurde die Institution durch das Gesundheitsministerium der Russischen Föderation.
Die Ursprünge der Institution werden über die ehemalige Postgraduiertenakademie auf das 1885 eröffnete Klinische Institut  der Großfürstin Elena Pavlovna zur Fortbildung praktischer Ärzte zurückgeführt.